# Арама (Румунія)
Арама (рум. Arama) — село у повіті Ясси в Румунії. Входить до складу комуни Коарнеле-Капрей.
Село розташоване на відстані 338 км на північ від Бухареста, 44 км на північний захід від Ясс.

## Населення
За даними перепису населення 2002 року у селі проживали 714 осіб, усі — румуни. Усі жителі села рідною мовою назвали румунську.